# Țigmandru
Țigmandru (deutsch Zuckmantel, ungarisch Cikmántor) ist eine Gemeinde in der Region Siebenbürgen in Rumänien.

## Lage
Zuckmantel liegt im Kreis Mureș an der Nationalstraße 13 (DN13), die hier der Europastraße 60 entspricht.

## Geschichte
Die erste urkundliche Erwähnung von Zuckmantel erfolgte im Jahr 1325.